# バットマン: ダークナイト・ストライクス・アゲイン
『バットマン: ダークナイト・ストライクス・アゲイン』(Batman:The Dark Knight Strikes Again)は、DCコミックスが出版するアメリカンコミック『バットマン』のミニシリーズ。ライターはフランク・ミラー、着色はリン・バーレイ。2001年11月から2002年6月にまで3巻が出版された。1986年のミニシリーズである『バットマン: ダークナイト・リターンズ』の続編。
老年のブルース・ウェインは潜伏していた3年間から帰還する。自らの支持者を訓練して、アメリカ合衆国を独裁するレックス・ルーサーへの反乱を扇動する。

## あらすじ
地下に潜伏していたバットマンと彼の助手のキャットガールは、レックス・ルーサーの独裁から世界を救う為に“Batboys”（ミュータント団と他の新人）の軍隊を訓練する。バットマンの兵士は政府施設への一連の急襲でアトム、フラッシュ、プラスチックマンを含む監禁されていた他のスーパーヒーローを解放する。
スーパーマン、ワンダーウーマン、キャプテン・マーベルは自身の最愛の人を人質にされており、米国政府の為に働くことを強制されていた。スーパーマンはリカルド大統領（実際はレックス・ルーサーとブレイニアックがコンピュータで生成した見せかけ）にバットマンを止めるよう命令される。バットケイブでスーパーマンはバットマンと戦うが、バットマンと他のスーパーヒーローに倒される。
バットマンの急襲はメディアで注目され、長い間禁止されていたスーパーヒーローは若者の間で流行した。“Superchix“（スーパーヒーローを指示する集団）によるポップコンサートで、バットマンと他のヒーローは公の場に姿を見せ、彼らのファンに圧制的な政府に反逆するよう訴える。
この間にクエスチョンはルーサーの計画をスパイし、政権を握っている人々の悪行を記録する。クエスチョンはマーシャン・マンハンターを説得して引き入れようとするが、彼は拒否する。クエスチョンとマーシャン・マンハンターは、ジョーカーに似た超自然的な男性に攻撃される。その男性は怪我をしても微動だにせず、マーシャン・マンハンターは死亡する。そして、クエスチョンはグリーンアローによって救われる。その不可解な男はガーディアンとクリーパーを殺し、彼らの着ているコスチュームを盗んで他のスーパーヒーローを殺すために逃走する。
地球外の怪物がロンドンに現れ、都市を破壊し始める。バットマンは彼と仲間を誘い出す為の罠だと言い、反応しない事を決める。そして、彼らの命を救うべきだと言うフラッシュの訴えを退ける。バットマンの意見は、民衆の命を救うのは危険過ぎるということだった。スーパーヒーローに対する人々の信頼をくじくために、スーパーマンとキャプテン・マーベルはブレイニアック（ビン詰めにされたカンドールというクリプトンの都市を使ってスーパーマンに敗北を強制している）である怪物と戦う。キャプテン・マーベルは市民を虐殺から守って死ぬが、スーパーマンは娘のラーラが現れて救われる。彼女の出生は慎重に隠されたが、政府は彼女が存在することを知り、彼女を引き渡すよう要求する。
バットマンの作戦が唯一だと信じ、スーパーマン、ワンダーウーマン、ララは彼に加わる。ララはブレイニアックに引き渡される振りをして、その隙にアトムはビンに入り込み、カンダラの人々を解放する。カンダラの人々はヒートビジョンを使い、ブレイニアックを破壊する。そして、スーパーヒーローは独裁者のホログラムを破壊して革命を刺激する。バットマンはルーサーに捕らえられて拷問され、ルーサーは世界の大多数の人々を殺すために衛星を打ち上げる。しかし、グリーンランタンが遠い銀河から帰還し、衛星と兵器を破壊する。そして、ルーサーはホークマンの息子によって殺される。バットマンはこの行動を予測しており、それでいいと考えていた。
バットケイブに戻ったバットマンは、キャリーがロビンのコスチュームを着たジョーカーのような男に攻撃されているという通信を受ける。バットマンはその男をディック・グレイソン（バットマンが昔に解雇した最初のロビン）だと認める。グレイソンは遺伝的に操られており、強力な治療と形状を変化する能力を持った精神障害者になっていた。エロンゲイテッドマンがキャリーを救い出す間、バットマンはグレイソンを溶岩で満たされるクレバスに落とす。しかし、グレイソンはしがみついてクレバスを登り、バットマンと戦う。グレイソンは実質的に無傷のままであり、再びバットマンはグレイソンをクレバスに投げ込み、溶岩に落とす。バットマンは洞窟を爆破したため、バットケイブは完全に崩壊する。洞窟の爆発から、スーパーマンはギリギリでバットマンを救い出す。

## 登場人物
バットマン/ブルース・ウェイン
58歳。ブルース・ウェインは3年前に死を装い、バットマンとして潜伏している。彼はレックス・ルーサーの率いる米国政府に対する反乱を導く。彼は熟練した戦略家で、それは敵を敗北させるために必要だと考えている。
キャットガール/キャリー・ケリー
キャリー・ケリー（以前のロビン）はバットマンの副司令官。
レックス・ルーサー
リカルド大統領のホログラムを使い、米国政府を率いる。スーパーマン、キャプテン・マーベル、ワンダーウーマンを含む強力なスーパーヒーローを彼らの最愛の人を人質にする事でコントロールしている。
ブレイニアック
ルーサーに世界をコントロールする手段を提供する。
スーパーマン/クラーク・ケント
ルーサーとブレイニアックに小型化されたカンドール（クリプトンの都市）を人質に取られて米国政府に従う。彼の娘とバットマンに励まされて、自身の人を殺さない誓いを破る。
ワンダーウーマン/ダイアナ・プリンス
スーパーマンの娘がいるアマゾン族の若々しい女王。
ラーラ
スーパーマンとワンダーウーマンの娘。スーパーマンの超能力とワンダーウーマンの戦士の血を受け継いでいる。彼女は自分より力の弱い人の貧しい人々の意見を持ち、世界を守る為にスーパーマンを説得する。
キャプテン・マーベル/ビリー・バットソン
現在は老人。彼はまだスーパーマンとワンダーウーマンを支持している。ルーサーが彼の妹のメアリーを人質にしているため、キャプテン・マーベルの超能力は制限されている。
ジョーカー/ディック・グレイソン
最初のロビンで、物語の最終的な敵対者。数年前にバットマンに罵倒されて「臆病と無能」からクビになった。グレイソンはルーサーの遺伝子治療を受け、強力な治癒と形状を変化する能力を得た。スーパーヒーローを殺してまわり、マーシャル・マンハンター、クリーパー、ガーディアンが犠牲になった。キャリー・ケリーを殺す寸前まで追い詰める。
アトム/レイ・パーマー
レイ・パーマーは2年以上シャーレの内側に閉じ込められていた。キャリー・ケリーに救助され、バットマンの反乱に参加する最初のスーパーヒーローになった。
ザ・フラッシュ/バリー・アレン
バリー・アレンは妻のアイリスを人質に取られ、キャリー・ケリーとアトムに解放されるまで巨大な発電装置を動かすことを強制されていた。
エロンゲイテッドマン/ラルフ・ディブニー
テレビで媚薬を広告していた。バットマンの要請に応えて反乱に参加する。
プラスチックマン/イール・オブライエン
イール・オブライエンはアーカム・アサイラムから解放され、バットマンのグループに加わる。
グリーンアロー/オリバー・クイーン
機械の腕の共産主義者、活動家、億万長者。オリバー・クイーンは長くバットマンのグループの一員だった。
クエスチョン/ビック・セージ
ビック・セージはバットマンの目的のために戦う。彼は単独で動き、ルーサーと政府を見張っている。マーシャン・マンハンターを反乱に加えようとした。
マーシャン・マンハンター/ジョン・ジョーンズ
ジョン・ジョーンズの能力のほとんどはルーサーのナノボットによって奪われている。彼はアルコールやタバコの中毒者になっている。
グリーンランタン/ハル・ジョーダン
ハル・ジョーダンは遠い銀河でエイリアンの家族と一緒に暮らしている。彼はバットマンの要請で地球に帰還した。

## 書誌情報
- Batman: The Dark Knight Strikes Again (softcover) 2004年1月発売 ISBN 978-1563899294
- Batman: The Dark Knight Strikes Again (hardcover) 2004年1月発売 ISBN 978-1417669387
- Batman Noir: The Dark Knight Strikes Again 2018年4月発売 ISBN 978-1401278045